# Jacques Tati
Jacques Tati (9. oktober 1907 – 5. november 1982) var en fransk filmskaber. Han blev født som Jacques Tatischeff i Le Pecq (Yvelines), Frankrig og døde i Paris.
I slutningen af 1930'erne indspillede han med en vis succes nogle af sine tidlige sportskunster, som han havde optrådt med som mimeartist. Disse film startede hans filmkarriere.
Hans første spillefilm, En festlig dag, handler om et landsbypostbud, som efter at være blevet påvirket af en film han har set i et tivoli, gør alt for at forbedre sin postomdeling.
Tati spiller hovedrollen i alle sine film, og fra hans anden spillefilm (Festlige feriedage) og frem er denne rolle altid den kejtede og socialt kluntede Monsieur Hulot. Tatis manuskript til Festlige feriedage blev Oscar-nomineret i 1954 og Min onkel fik i 1958 en Oscar for bedste fremmedsprogede film.
Hans næste projekt, Playtime, som det tog ham ni år at færdiggøre, var hans største satsning og dyreste film (han fik opført en moderne by, kaldet Tativille, i fuld målestok i et filmstudie). Filmens kommercielle fiasko fik ham til at indspille sine to sidste film med meget beskedne budgetter.
Et sidste manuskript, Confusion, med fjernsyn som tema er endnu ikke blevet indspillet.
Rowan Atkinson, som er kendt for sin rolle som Mr. Bean, har tidligere udtalt at en af hans største inspirationskilder til figuren Mr. Bean, er Jacques Tatis figur Monsieur Hulot.

## Filmografi

### Skuespiller
- On demande une brute (1934, kortfilm)
- Oscar, champion de tennis (1932, kortfilm)
- Gai dimanche (1935, kortfilm)
- Træn din venstre hook (1936, kortfilm)
- Retour à la terre (1938, kortfilm)
- Sylvie et le fantôme (1946)
- Djævelen i kroppen (1947)
- Skolen for postbude (L'École des facteurs, 1947, kortfilm)
- En festlig dag (Jour de fête, 1949)
- Festlige feriedage (Les vacances de Monsieur Hulot, 1953)
- Min onkel (Mon oncle, 1957)
- Playtime (1967)
- Aftenkursus (Cours du soir, 1967, kortfilm)
- Trafik (Trafic, 1971)

### Instruktør
- Gai dimanche (1935, kortfilm)
- Skolen for postbude (L'École des facteurs, 1947, kortfilm)
- En festlig dag (Jour de fête, 1949)
- Festlige feriedage (Les vacances de Monsieur Hulot, 1953)
- Min onkel (Mon oncle, 1957)
- Playtime (1967)
- Trafik (Trafic, 1971)
- Parade (1974, TV)
- Forza Bastia (1967, dokumentarkortfilm)